# Liste der Naturdenkmale in Spiesen-Elversberg
Die Liste der Naturdenkmale in Spiesen-Elversberg enthält die Naturdenkmale in Spiesen-Elversberg im Landkreis Neunkirchen im Saarland.

## Naturdenkmale
| Bild | Bezeichnung                      | Ort                                                                                                  | Beschreibung | Art | Nr.      |
| ---- | -------------------------------- | --- | --- | --- | -------- |
| BW   | 3 Kaisereichen                   | Spiesen-Elversberg Neunkirchen+Spiesen Franzosenweg/Kirkeler Straße 49° 18′ 53,2″ N, 7° 11′ 12,6″ O) | [ 2 ] |     | D 407 01 |
| BW   | Lindenallee in Elversberg        | Spiesen-Elversberg Spiesen Hungerpfuhl, L 243 49° 18′ 18,2″ N, 7° 8′ 13,4″ O)                        | [ 3 ] |     | D 407 03 |
| BW   | Kaiserlinde                      | Spiesen-Elversberg Elversberg Lindenstraße/Waldstraße 49° 19′ 2,5″ N, 7° 7′ 23″ O)                   | Zum 25jährigen Regierungsjubiläum von Kaiser Wilhelm II am 15. April 1913 gepflanzte Gedenklinde. Ende März 2015 beim Orkan Niklas umgestürzt. |     | D 407 04 |
| BW   | Eiche am Kriegerdenkmal          | Spiesen-Elversberg Elversberg Heinitzstraße/Zum Brünnchen 49° 18′ 54,9″ N, 7° 7′ 34,9″ O)            | [ 6 ] |     | D 407 05 |
| BW   | Eiche in der Fichtestraße        | Spiesen-Elversberg Elversberg Fichtenstraße 49° 18′ 52,1″ N, 7° 7′ 39,9″ O)                          | [ 7 ] |     | D 407 06 |
| BW   | 2 Rosskastanien in Elversberg    | Spiesen-Elversberg Elversberg Neunkircher Straße 3 49° 19′ 0,6″ N, 7° 7′ 34,9″ O)                    | [ 8 ] |     | D 407 08 |
| BW   | Linden auf dem Gänsberg-Friedhof | Spiesen-Elversberg Spiesen 49° 18′ 47,8″ N, 7° 9′ 24,5″ O)                                           | [ 9 ] |     | D 407 09 |